# 拉姆赞·卡德罗夫
拉姆赞·艾哈迈托维奇·卡德罗夫（發音：[rɐˈmzan ɐxˈmatəvʲɪtɕ kɐˈdɨrəf]，羅馬化：Q̇adar Aẋmat-khant Ramzan，qʼɑːdɑːr ɑːʜmɑːt kʼɑːnt rɑːmzɑːn；1976年10月5日—），现任俄罗斯联邦车臣共和国首腦（前稱車臣共和國總統），上将军衔。

## 生平

### 家族
卡德罗夫之父艾哈迈德·卡德罗夫是车臣地区的一位伊斯兰教宗教领袖。第一次車臣戰爭時，卡德羅夫父親帶領卡德羅夫軍發動對俄羅斯的聖戰；他與父親一同參與對俄罗斯军隊的戰鬥。戰後，卡德羅夫父親被任命為伊奇克里亞車臣共和國的穆夫提，他則擔任父親的私人司機和保鏢。第二次車臣戰爭期間，老卡德罗夫和阿斯兰·马斯哈多夫决裂，转而向俄罗斯投誠，其卡德羅夫軍倒戈於戰爭中協助俄羅斯。戰後，老卡德罗夫獲委任為車臣過渡首長，并於2003年当选车臣总统。拉姆赞是老卡德罗夫最小的儿子。在其父出任总统后，掌握总统卫队兵权。

### 就任副總理
拉姆赞2004年毕业于俄罗斯马哈奇卡拉商务和法律学院。同年5月9日，時任總統的老卡德罗夫在出席一个公共活动时遇刺身亡。拉姆赞随即於翌日出任车臣新政府第一副总理。
2005年8月， 卡德罗夫宣佈會將格羅茲尼市中心的一處廢墟拆卸並於原址興建一座歐洲最大的清真寺，又宣稱車臣是俄羅斯最美的地方，且會在未來幾年成為世界上最富有、最和平的地方。他表示在他的父親帶領下，至1999年以來有7000名分離主義者已經向俄羅斯投誠，而戰爭已結束，餘下的只有150個「土匪」（但官方數字指反抗軍仍有約700至2000人）。被問到如何對他父親的死向兇手「報仇」，卡德羅夫答道：
我已經殺掉他，而我本來就應該殺了他。而我也會將那些在他背後的人殺到一個不剩、直到我自己被殺或入獄。只要我活著，我就會殺[他們]……普京很偉大。他關心車臣比起任何其他[俄羅斯聯邦]共和國都要多。當我父親被殺時，他[普京]親身來到墓地。普京終結了戰爭。普京應該一輩子被委任作總統。強勢領導是有需要的；民主只不過是美國捏造出來。
（页面存档备份，存于）
他擔任第一副总理至2005年11月。

### 就任總理

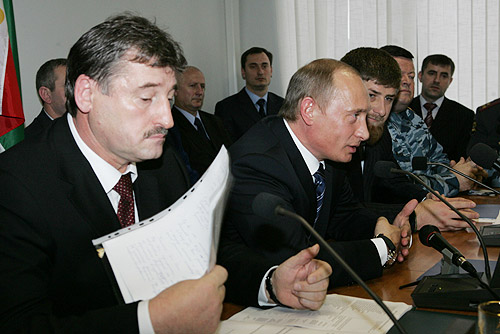
（左起）時任總統阿盧·阿爾哈諾夫、俄羅斯總統普京與卡德羅夫出席2005年12月車臣議會的首次會議

2005年11月，時任车臣总理谢尔盖·阿布拉莫夫遭遇车祸，此后拉姆赞於11月18日出任代理总理。他隨即推行一些伊斯蘭教法，於禁酒和賭博等。在日德蘭郵報穆罕默德漫畫事件中，他指控丹麥人作維護恐怖主義的間諜行為，甚至稱應活葬涉事的漫畫家，和下令禁止丹麥公民進入車臣，直接導致非政府組織丹麥難民委員會的難民救助工作暫停。
谢尔盖·阿布拉莫夫於2006年3月1日辭職。卡德羅夫於3月4日被正式任命为总理。正式上任後，卡德羅夫下令關閉於車臣各處的難民營，稱難民是挑起車臣與俄羅斯之間的矛盾的國際間諜。2006年10月下旬，他當選為車臣人民議會主席。
同年，從一名美國外交官所泄漏的一份電報中，提及到卡德羅夫在俄羅斯高加索地區參加的一場奢華婚禮：賓客們向兒童舞者扔了100美元的鈔票，並在夜間進行了「裏海水上摩托車短途旅行」，還有一份報告稱卡德羅夫給這對新婚夫婦一個「五公斤金塊」。

### 當選總統
在年满30岁，达到车臣宪法中规定的总统年龄规定后，拉姆赞于2007年3月1日获得俄罗斯总统普京提名为车臣总统候选人，次日经车臣议会投票，当选车臣新总统。4月5日，拉姆赞在古杰尔梅斯宣誓就职。
俄羅斯日報報道，根據列瓦達中心的獨立民意調查，只有33%的俄羅斯人認为卡德羅夫可信，而35%的俄羅斯人認为卡德羅夫不可信。31%受訪者認为卡德羅夫能使車臣局勢正常化並結束當地的流血事件，而38%受訪者不同意。
2010年8月12日，卡德羅夫致函車臣共和國議會，要求更改車臣共和國最高長官的官名。卡德羅夫通過以下事實解釋了他的立場：「在一個國家中應該只有一位總統，在各聯邦主體，其首長可以被稱為共和國領導人、政府首腦、州長等。」在接下來的幾年裡，卡德羅夫的倡議得到了俄羅斯聯邦中其他共和國最高長官的支持，他們相繼將自己的官名由「總統」（президент）改為「領導人」（глава）。

### 俄羅斯入侵烏克蘭
在2022年俄羅斯入侵烏克蘭期間，俄车臣方面称卡德羅夫據報有參與俄羅斯在基輔外的行動。在一段他上載至Telegram的短片中，他要求烏克蘭軍隊投降，「否則你就會完蛋」。然而，俄政府发言人佩斯科夫称克里姆林宫方面没有卡德罗夫是否在乌克兰的消息。而英国每日电讯报报道称卡德罗夫所发布的“在乌克兰参战”的信息被发现明显造假：其中一次，俄车臣当局宣称卡德罗夫到了乌克兰南部城市马里乌波尔，然而背景中的Rosneft加油站并不在乌克兰运营。而另一次，卡德罗夫贴出视频称他在前线视察，但实则同日其人在格罗兹尼会晤俄罗斯官员。这些证据显示卡德罗夫并不在乌克兰。
2022年10月1日，谈及利曼局势时，卡德罗夫声称“应该使用低当量核武器”。

## 個人生活
拉姆赞喜爱拳击，自称“高加索强人”，与麥克·泰森是好友。他還擁有一家拳擊俱樂部。
据媒体报道，在20世纪90年代，第一次車臣戰爭爆发后，一位名叫维克托·皮加诺夫的少年失去了家庭（父亲自打他记事起就杳无音信，母亲又因病撒手人寰）。他在格罗兹尼一所收养孤儿的寄宿学校接受教育。虽然说是俄罗斯族，但他会说流利的车臣语，和学校里的其他民族孤儿关系也很要好。在2005年，卡德罗夫视察该学校的时候，认维克托为自己的弟弟。维克托被拉姆赞的母亲阿赫玛尼·卡德罗娃收养，并成为了穆斯林（改名为“维西塔·卡德罗夫”）。之后他从苏沃洛夫军事学院毕了业，在俄罗斯海军服役了一段时间。并和一名车臣女孩结了婚。
2020年，31岁的维西塔·卡德罗夫被哥哥任命为俄罗斯联邦车臣共和国内务部的副部长。
2023年3月起，卡德罗夫病情严重，多次前往阿联酋接受治疗。9月，乌克兰情报部门称卡德罗夫病危，已处于昏迷状态。但卡德羅夫的助手予以否認，並發佈了一段關於卡德羅夫和家人散步的視頻。
卡德羅夫共有12個孩子，其中2個是領養。2020年9月，他的一個女兒出任车臣第一文化副部长。2023年10月2日，卡德罗夫的大女儿、24岁的艾莎出任车臣共和国副总理。她的丈夫也是車臣副总理兼任农业部长。2023年11月，卡德羅夫的一個15歲兒子出任車臣安全部門負責人。卡德罗夫的长子、18岁的艾哈迈德·卡德罗夫出任车臣体育和青年政策部副部长。

## 批评
在他任職期間，他主張限制女性的公共生活，命令妇女在公共場合要戴头巾、禁止飲酒並領導了大規模拘留疑似同性戀者的運動。2020年12月，美國對由卡德罗夫创建的艾哈迈德·卡德罗夫基金以及包括艾哈迈德足球俱乐部在内的相关公司和体育俱乐部实施制裁。
2016年11月2日，非政府组织「无国界记者」把拉姆赞列入“新闻自由掠夺者”名单。

## 社群媒體
- 他宣布不會有車臣運動員以中立身分參賽[39]。

- 2024年8月17日，拉姆贊·卡德羅夫在Telegram上发布自己的视频，称要将一辆Tesla Cybertruck派往乌克兰冲突地区，然后称赞特斯拉首席执行官埃隆·马斯克为「现代最强大的天才」，并邀请他前往车臣。视频还显示拉姆贊·卡德羅夫驾驶着一辆特斯拉Cybertruck，车顶还绑着一把机枪[40]。埃隆·马斯克随后在X平台否认他被指向俄罗斯将军和车臣人赠送特斯拉Cybertruck的说法[41]。

## 外部連結
- 拉姆赞·卡德罗夫的VKontakte專頁
- 拉姆赞·卡德罗夫的Instagram帳戶
- 拉姆赞·卡德罗夫的Telegram
- 拉姆赞·卡德罗夫的X（前Twitter）（2021年起停用）

| 官衔                   | 官衔                      | 官衔        |
| ---------------------- | ------------------------- | ----------- |
| 前任： 阿卢·阿尔哈诺夫 | 车臣共和国首脑 2007年至今 | 繼任： 现任 |